# Giovanni Battista Anguisciola

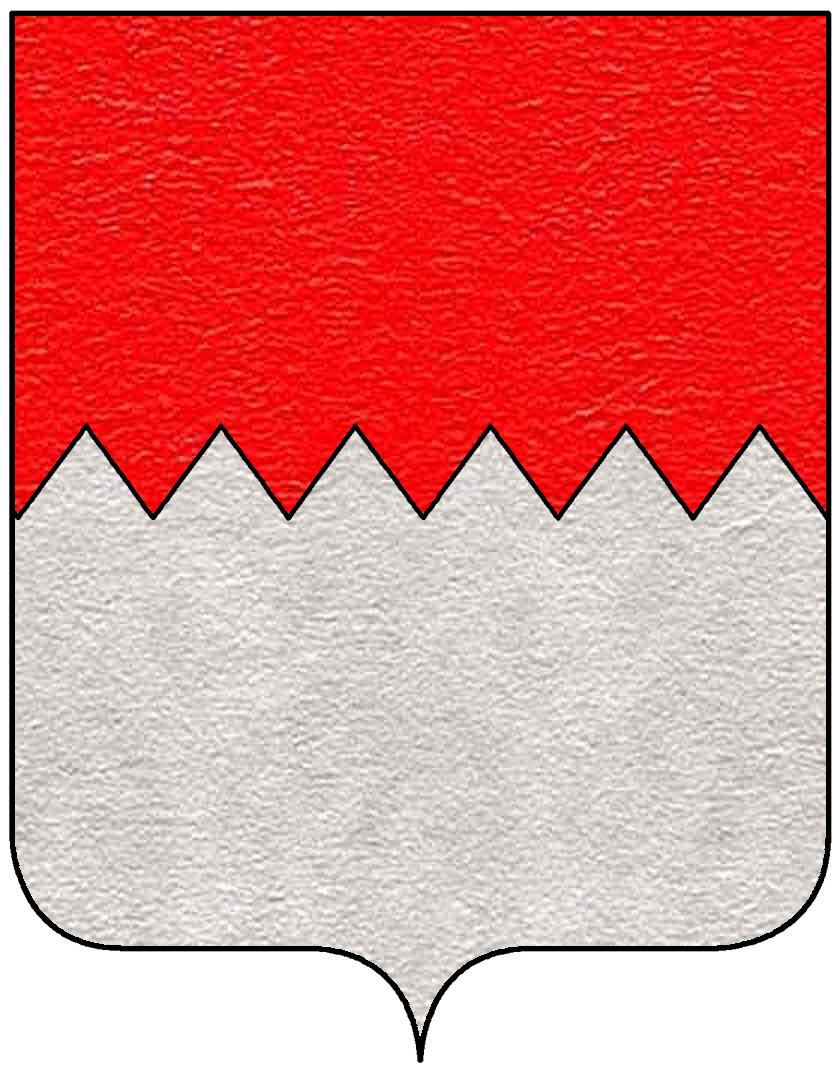
Stemma degli Anguissola

Giovanni Battista Anguisciola o Anguissola (Piacenza, 5 dicembre 1643 – 18 agosto 1707) è stato un arcivescovo cattolico e diplomatico italiano.

## Biografia
Appartenente alla linea piacentina degli Anguissola, figlio di Alessandro dei marchesi di Grazzano e di Eleonora Sanvitale, iniziò la carriera ecclesiastica come governatore pontificio di diverse città: Faenza, Orvieto, Fano, Spoleto, Ancona, Viterbo, Perugia e delle Marche. Divenne protonotario apostolico di numero il 25 aprile 1679, nonché chierico della Camera Apostolica nel giugno 1699.
Fu nominato arcivescovo titolare di Larissa nel 1706 da papa Clemente XI e consacrato dal cardinale Fabrizio Paolucci. Il 10 novembre 1706 fu inviato della Santa Sede, come nunzio apostolico nella Repubblica di Venezia. Morì il 18 agosto 1707.

## Genealogia episcopale
La genealogia episcopale è:
- Cardinale Scipione Rebiba
- Cardinale Giulio Antonio Santori
- Cardinale Girolamo Bernerio, O.P.
- Arcivescovo Galeazzo Sanvitale
- Cardinale Ludovico Ludovisi
- Cardinale Luigi Caetani
- Cardinale Ulderico Carpegna
- Cardinale Paluzzo Paluzzi Altieri degli Albertoni
- Cardinale Gaspare Carpegna
- Cardinale Fabrizio Paolucci
- Arcivescovo Giovanni Battista Anguisciola